# Motif (musique)
Pour les articles homonymes, voir Motif.

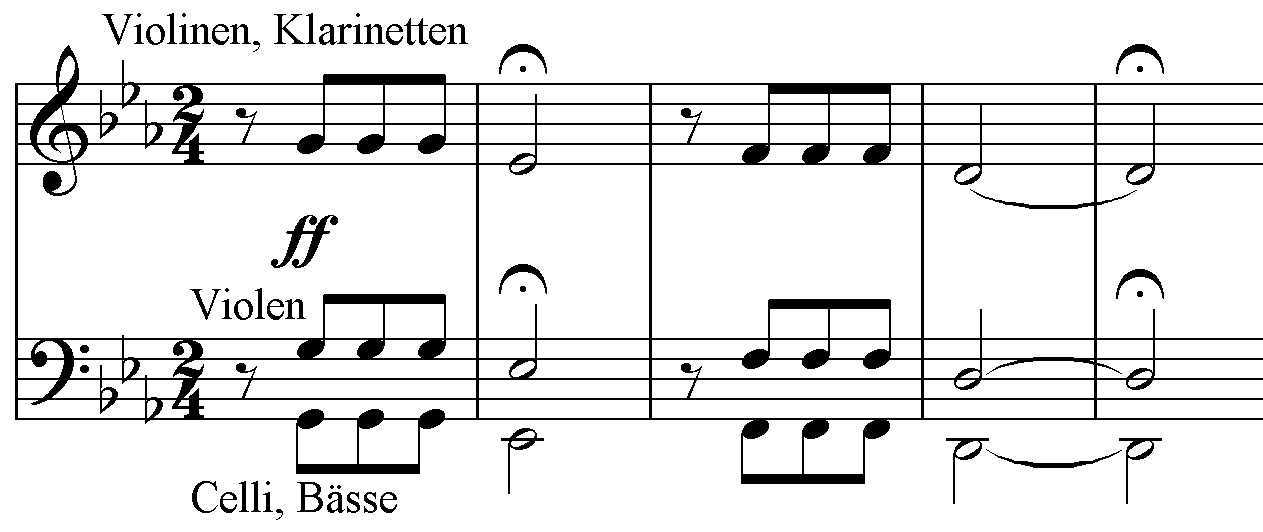
Motif musical provenant de FuenfteDeckblatt

Un motif est une phrase musicale ou un fragment complet, identifiable et contribuant à la structure, par exemple en se répétant de façon régulière et continue au sein d'une œuvre. 

## Musique classique
En musique classique, Bruckner (motif au violon : Symphonie no 9, 3e mouvement, mesure 206), Sibelius (Symphonie no 4, 2e mouvement, lettre K - Doppio più lento) et Stravinsky (Symphonie en ut, 1er mouvement, 2 mesures avant le repère #15) ont fait usage de motifs. Terry Riley a composé une œuvre exclusivement basée sur l'usage de motifs : il s'agit de In C.

## Rock
En musique rock, ce procédé est extrêmement utilisé en tant que constituant des parties d'accompagnement rythmique des morceaux. Par exemple, Metallica (Harvester of Sorrow, motif repris en leitmotiv durant l'intégralité du morceau), Godspeed You! Black Emperor (motif de Rockets fall on Rocket falls).